# Новий Їчин (округ)
Новий Їчин (чеськ. Okres Nový Jičín) — адміністративно-територіальна одиниця в Мораво-Сілезькому краї Чеської Республіки. Адміністративний центр — місто Новий Їчин. Площа округу — 881,59 км², населення становить 151 762 осіб.
До округу входить 54 муніципалітетів, з котрих 9 — міста.